# 5th Anniversary Special Live "PURPLE'S" IN TOKYO TAIIKUKAN 2004
『5th Anniversary Special Live "PURPLE'S" IN TOKYO TAIIKUKAN 2004』（フィフス アニバーサリー スペシャル ライブ パープルズ イン とうきょうたいいくかん2004）は、ポルノグラフィティのライブビデオ。DVD版（SEBL-37）は2005年3月24日、UMD版（SEUL-10006）は2005年9月7日にリリースされた。制作・発売元はSME Records、ソニー・ミュージックディストリビューションより販売。

## 概要
- 2004年にデビュー5周年を記念して行われた3大都市ライブツアー『5th Anniversary Special Live "PURPLE'S"』から、12月30日・31日に行われた東京体育館でのライブ模様を収録。
- 本作には副音声が収録されている。副音声の内容は、メンバーの岡野昭仁、新藤晴一にサポートメンバーである小畑ポンプ、NAOTO、ただすけ、nang-chang、野崎森男を加えた7人によるライブ解説である。
- ライブの構成楽曲は、2004年にリリースした2枚のベストアルバム『PORNO GRAFFITTI BEST RED'S』並びに同『BLUE'S』、2人体制となってからリリースされたシングル「シスター」「黄昏ロマンス」が軸となっており、構成楽曲の多くで様々なアレンジメントが施されている。
- ツアータイトルは、自身のベストアルバムでそれぞれテーマとしている『RED'S（赤）』と『BLUE'S（青）』の2色を混ぜ合わせた色ということで『PURPLE'S（紫）』となっている。このため、本作のパッケージは紫色となっている。
- ライブ時点では未発表だった新曲3曲は、2005年のシングル「ネオメロドラマティック/ROLL」、アルバム『THUMPχ』で収録された。
- 大阪城ホール公演では「Hard Days, Holy Night」も演奏された。
- ポルノグラフィティの映像作品で唯一UMD規格が採用された。
- このDVDからアスペクト比が4:3から16:9へ編集されて収録された。

## 収録内容
ベストアルバム『PORNO GRAFFITTI BEST RED'S』、PORNO GRAFFITTI BEST BLUE'S』の収録曲については収録アルバム名を付記。
1. オープニング 〜 ミュージック・アワー（RED'S）
3rdシングル。「ミュージック・アワー」のアレンジ・バージョン。冒頭部分はコールサインがなく、会場の効果音からフェードインするかたちではじまる。
新バージョンの「Ver.165」ということが明かされ[1]、またこのライブ以降、昭仁曰く「変な踊り」の振りが付いた。
2. まほろば○△（BLUE'S）
ベストアルバムに収録された新曲。
3. フィルムズ（RED'S）
ベストアルバムに収録された新曲。
曲の演奏終了後も、キーボードとピアノの音を残し、「サウダージ」へと移り変わる。
4. サウダージ（RED'S）
4thシングル。「フィルムズ」からフェードインし、大幅なアレンジメントが施された冒頭で始まる。
5. 天気職人
6. 愛が呼ぶほうへ（RED'S）
13thシングル。ライブの目玉であるネットLEDが全点灯する[1]。
7. Sheep 〜song of teenage love soldier〜
ライブ当時最新の16thシングルカップリング曲。
8. Century Lovers（RED'S）
表記はないが冒頭部分には現在の「Before Century」の部分も披露されている（当時は命名されていなかった）。
ライブでは"演奏が始まるまで時間のかかる曲"として有名。サポートメンバーのnang-changは、このライブのために音源を17分ほど用意していた[1]。
副音声で出た「Before Century」のあとに「Century Lovers」に行かなくても盛り上がるのではというアイデアは、実際に2005年に行われたライブツアー『SWITCH』と2012年に行われたライヴツアー『PANORAMA×42』などで「Before Century」から「ミュージック・アワー」に繋がる形で実行された。
9. アポロ（BLUE'S）
1stシングル。
10. Human Being
バックスクリーンにはご当地映像が流れる[1]。大阪城ホール公演では「Hard Days, Holy Night」[1]。
11. 東京ランドスケープ
ライブ時点では未発表の新曲。リハーサルが始まってから歌詞が書かれた[1]。2005年発売のアルバム『THUMPχ』収録曲。
12. awe 〜 音のない森（BLUE'S）
11thシングル「音のない森」のフルバージョンのアレンジメント。間奏が大幅に長くなり演奏時間は11分を超える。
13. シスター
15thシングル。イントロにマーチングのアレンジメントが施されている[1]。
14. アゲハ蝶（BLUE'S）
6thシングル。「シスター」からフェードインしてはじまる。Bメロの手拍子も「ツースリー」であることが明かされた[1]。
副音声ではレコーディング前に行われた会場の観客とのコーラスの録音の裏話について語っている。
15. ネオメロドラマティック
このライブで初めて披露された新曲。翌2005年に17thシングル「ネオメロドラマティック/ROLL」として発売。
なお、この曲の披露直前に行われた昭仁のMCについて、副音声では他メンバーが突っ込みを入れている。
16. ヒトリノ夜（BLUE'S）
2ndシングル。ライブではほとんど演奏されることのない曲だが、メンバー曰く、デビュー5周年ということで披露された[1]。
17. Mugen（RED'S）
9thシングル。曲中に歌詞が飛ぶ。
18. メリッサ（BLUE'S）
12thシングル。キャノンテープが発射される。
19. 黄昏ロマンス
ライブ当時最新の16thシングル曲。12月31日のNHK紅白歌合戦披露曲でもある。

アンコール
1. プッシュプレイ
未発表の新曲。この曲のライブ音源は、翌2005年に発売された17thシングル「ネオメロドラマティック/ROLL」に、オリジナル音源は5thアルバム『THUMPχ』にそれぞれ収録された。
2. ジレンマ（RED'S）
ライブ定番曲。

## サポートメンバー
- 小畑"PUMP"隆彦（ドラムス）
- nang-chang（マニピュレート/Other Instruments）
- NAOTO（ヴァイオリン/キーボード）
- ただすけ（キーボード）
- 野崎森男（ベース）